# Анна Ревякіна
Анна Миколаївна Ревякіна (Дроняєва; 22 вересня 1983, Донецьк, УРСР, СРСР) — поетеса, кандидат економічних наук, викладачка Донецького національного університету, прибічниця Донецької народної республіки.
Народилася у Донецьку, закінчила факультет економіки Донецького університету та отримала додаткову освіту за спеціальністю «Журналістика». Працювала старшим викладачем, заступником декана з виховної та соціальної роботи зі студентами економічного факультету (2014-2016), з 2012 року – на посаді доцента кафедри «Міжнародна економіка» Донецького національного університету.
Учасниця марафону «Za Росію» на підтримку війни в Україні.
Авторка семи книг поезій.
Одружена, має сина (нар. 2003) та доньку (нар. 2020).

## Збірки
- Сердце: Стихи. — Донецк: Норд-Пресс, 2011. — 64 с.
- Untitled (2012 год)
- Хроники Города До. Безвременье. (2014)
- Зубная фея  (2015)
- Хроники Города До. Dominus (2015 год)
- Шахтёрская дочь: Поэма. — Харьков: Водный спектр Джи-Эм-Пи, 2016. — 55 с.
- Остров. — [составитель Карен Джангиров]. — М.: Беловодье, 2019. — 269 с.